# The Spirit of St. Louis
The Spirit of St. Louis è un album del gruppo vocale statunitense The Manhattan Transfer, pubblicato nel 2000 dalla Atlantic Records.

## Il disco
Pubblicato tre anni dopo il precedente Swing, l'album è un omaggio dei Manhattan Transfer a Louis Armstrong e al jazz degli anni venti. Il titolo è un gioco di parole tra il nome del grande trombettista di New Orleans e quello dell'aereo con cui Charles Lindbergh effettuò il primo volo in solitario attraverso l'oceano Atlantico nel 1927.
Il disco si segnala per l'utilizzo di sonorità che richiamano quelle dei dischi a 78 giri degli anni venti, con arrangiamenti minimali, campioni e loops con suoni volutamente vintage e con l'utilizzo di strumenti d'epoca o che richiamano il timbro di strumenti del passato, il tutto in una cornice produttiva lo-fi. Nel retro del libretto inserito nella confezione del CD è riprodotta l'etichetta di un vecchio 78 giri con il logo originale della Atlantic.
Il repertorio è tutto scelto tra quello del Louis Armstrong degli inizi, con alcuni brani riarrangiati in chiave vocalese, come nella tradizione del quartetto vocale.

## Tracce
1. Stompin' at Mahogany Hall - (Alan Paul, Spencer Williams) - 2:48
2. The Blues Are Brewin' - (Louis Alter, Eddie DeLange) - 6:18
3. Sugar - (E. Alexander, Sidney Mitchell, M. Pinkard) - 3:28
4. A Kiss to Build a Dream On - (Oscar Hammerstein II, Bert Kalmar, Harry Ruby) - 4:30
5. Old Man Mose - (Louis Armstrong, Zilner Randolph) - 3:16
6. Do You Know What It Means to Miss New Orleans? - (Eddie DeLange, Louis Alter) - 5:29
7. Gone Fishin' - (Nick Kenny, Charles Kenny) - 4:11
8. Nothing Could Be Better Than That - (Lilian Armstrong) - 5:47
9. Blue Again - (Dorothy Fields, Jimmy McHugh) - 4:45
10. When You Wish upon a Star - (Leigh Harline, Ned Washington) - 5:46
11. Sugar (Alternative Take) - (E. Alexander, Sidney Mitchell, M. Pinkard) - 3:27 (*)
12. What a Wonderful World - (George Douglas, George David Weiss) - 4:55 (*)

- (*) Bonus tracks contenute nell'edizione giapponese.

## Formazione
- The Manhattan Transfer - voce
  - Cheryl Bentyne
  - Tim Hauser
  - Alan Paul
  - Janis Siegel
- David Torn - chitarra, loops
- Greg Leisz - chitarra, steel guitar
- Chris Bruce, Smokey Hormel - chitarra
- Rachel Purkin, Joel Derouin, Michele Richards - violino
- David Campbell - viola
- Larry Corbett - violoncello
- Teddy Borowiecki - accordion, organo, pump organ
- Jon Clarke - clarinetto, ance, sassofono
- John Rotella - clarinetto
- Plas Johnson, Steve Berlin - sassofono
- Jon Hassell - tromba
- Patrick Warren - chamberlin, marxophone
- Abe Laboriel Jr. - batteria, loops
- Emil Richards - vibrafono
- David Piltch, Oscar Meza, Jr. - contrabbasso
- Gabriel Skoletsky - voce

## Edizioni
- 2000 – CD, Atlantic Records 887886
- 2000 – CD, Atlantic Records, Giappone
- 2010 – Original Album Series, CD (x5), Rhino Records 8122798369